# كلمة حق (مسلسل)
كلمة حق مسلسل اجتماعي درامي بطولة زيزي البدراوي وميرفت أمين وحسن حسني وشيري عادل وأحمد السعدني وكريم الحسيني وغيرهم.

## قصة المسلسل
تجري القصة حول رجل أعمال وهو حسن حسني يتورط ابنه بجريمة قتل ولد آخر اسمه أسامة، ابن زيزى البدراوى لكي ينتقم منه لأنه يحب نفس الموظفة التي يحبها، وهي ترفضه في كل مرة يصرح لها بحبه. فيراقبها ويعرف أنها تحب شخصا آخر فقيرا وتفضله عليه ويقتله. تكون الشاهدة الوحيدة ميرفت أمين التي تكتشف أن ابنها صديق للمتوفي وكان أعز أصدقائه، فيتعرض لصدمة كبيرة في حين يخبر أحمد السعدني والدة رجل الأعمال (حسن حسنى) ويخفيه عن الأنظار حتى لا يتعرف عليه أحد ويخبره ابنه عن وجود شاهد. يتحرى حسن حسنى رجل الأعمال الشهير عن الشاهد ويحاول تهديد ميرفت أمين بأولادها حتى تنتهي الأحداث برغم ميرفت امين عن معرفة الحادث.

## طقم العمل
- خالد سعيد (خالد أحمد)
- حسن حسني
- سامي العدل
- إبراهيم يسري
- زيزي البدراوي
- زيزي مصطفى [1][2]